# 屈萨克
屈萨克（法語：Cussac，法語發音：[kysak]）是法国新阿基坦大区上维埃纳省的一个市镇，属于罗什舒阿尔区。

## 地理
屈萨克（45°42'21"N, 0°51'5"E）面积31.7 平方千米，位于法国新阿基坦大区上维埃纳省，该省份为法国中西部省份，北起顺时针与安德尔省、克勒兹省、科雷兹省、多爾多涅省、夏朗德省和维埃纳省接壤。
与屈萨克接壤的市镇（或旧市镇、城区）包括：韦尔河畔奥拉杜尔、尚帕尼亚克-拉里维耶尔、拉沙佩尔蒙特布朗代、马尔瓦勒、圣巴齐尔、圣马蒂厄。

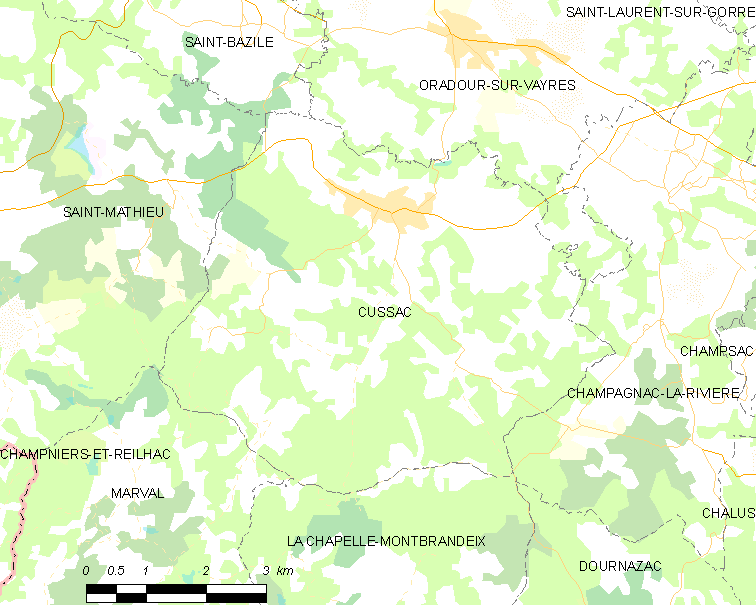
屈萨克的OSM定位图

屈萨克的时区为UTC+01:00、UTC+02:00（夏令时）。

## 行政
屈萨克的邮政编码为87150，INSEE市镇编码为87054。

## 政治
屈萨克所属的省级选区为罗什舒阿尔县。

## 人口

1962-2008年间屈萨克人口变化图示

屈萨克于2022年1月1日时的人口数量为1148人。